# 肖恩·勞瑞
肖恩·勞瑞（英語：Shane Lowry，1987年4月2日—）是愛爾蘭共和國的一位高爾夫球運動員。他在2009年轉為職業球手。勞瑞參加高爾夫歐巡賽的賽事。迄今為止，他已經贏得兩個歐巡賽賽事的冠軍。

## 早年生活
肖恩出生於韦斯特米斯郡市鎮马林加的中部地區醫院（Midlands Regional Hospital），在奧法利郡克拉拉（Clara）長大。他的父親布倫丹·勞瑞是蓋爾式足球運動員。